# George Balanchine
George Balanchine (en georgiano: გიორგი მელიტონის ძე ბალანჩივაძე Giorgi Melit'onis dze Balanchivadze; en ruso, Джордж Баланчи́н o Dzhordzh Balanchín, nacido Гео́ргий Мелито́нович Баланчива́дзе o Gueorgui Melitónovich Balanchivadze) (9 de enerojul./ 22 de enero de 1904greg. - 30 de abril de 1983) fue un maestro de ballet y coreógrafo georgiano que destacó en el ballet estadounidense, y uno de los fundadores del estilo neoclásico. 
Su obra crea un puente entre el ballet clásico y el ballet moderno. Creador del Método Balanchine, es una de las figuras capitales del ballet del siglo XX.

## Trayectoria
Nacido en San Petersburgo el 22 de enero de 1904, justo el año de la guerra ruso-japonesa. Hijo del compositor georgiano Melitón Balanchivadze (1862-1937), comenzó su instrucción musical a la edad de cinco años cuando inició sus estudios de piano. Esta se fortaleció en su juventud, ya que ingresó brevemente en el Conservatorio de San Petersburgo, donde cursó materias de ballet, de teoría musical y de piano. 
Empezó a entrenarse a la edad de 9 años en la Escuela de Ballet de San Petersburgo, ahora Academia Vagánova de Ballet, con Pável Gerdt y Samuíl Andriánov. 
Durante los difíciles primeros años tras la Revolución rusa, en su adolescencia, comenzó a coreografiar. Su primera obra se titula La noche, creada alrededor de 1920. Basada en una partitura de Antón Rubinstein, fue un pas de deux, interpretado por una joven estudiante y él, la cual llegó a ser calificada como "un escándalo de erotismo". 
Enigma fue otra de sus primeras obras. Esta pieza fue concebida para ser bailada sin zapatillas, al estilo de la entonces naciente danza moderna. A través de esto, el teatro coreográfico llevó el sello de la creación de ballets bastante confusos y montados sobre conceptos nuevos: el futurismo y el constructivismo.
En 1921, graduándose, se incorporó al cuerpo de baile del Teatro Académico Estatal de Ópera y Ballet, ahora Teatro Mariinski. En 1923, Balanchine y algunos de sus compañeros de generación fundaron el Ballet Joven, agrupación para la cual coreografió diversas obras. Sin embargo, para ese tiempo las autoridades culturales soviéticas habían dejado de apoyar las actividades vanguardistas para favorecer a la estética de estado (realismo socialista) por lo que sus presiones propiciaron la disolución de este grupo. En el verano del año siguiente, Balanchine, Alexandra Danílova, Tamara Geva o Zheva (1906-1997) -quien fue la primera esposa del coreógrafo-, y Nikolái Efímov fueron autorizados a salir de la Unión Soviética para realizar una gira por Europa Occidental, exiliándose en París huyendo de la Revolución rusa.
Serguéi Diáguilev (1872-1929), el trascendental fundador de los Ballets Rusos, los vio bailar y los invitó a hacer audición para su ingreso en la compañía. Balanchine se destacó como bailarín pero, desgraciadamente, sufrió durante su estancia en los Ballets Rusos una severa lesión en la rodilla que lo obligó paulatinamente a dejar de bailar y concentrarse en ser coreógrafo.
Más adelante, Diáguilev nombró a Balanchine como su sucesor en Les Ballets Russes (1925-1929) y este creó once coreografías: “El canto del ruiseñor” y “Barabau” (ambas de 1925); “Romeo y Julieta”, “Entr’acte”, “Jack in the box”, “El triunfo de Neptuno”, “La Pastoral” (todas ellas de 1926); “La gata” (1927); “Apollon musagète” y “Los dioses piden limosna” (1928); “Le Bal” y “El hijo pródigo” (ambas de 1929). Con la coreografía de Apollon musagète, George Balanchine no solo encontró   su propia personalidad artística, sino que dio nacimiento al estilo neoclásico, o ballet abstracto, como también se lo conoció durante algún tiempo. Al desintegrarse los Ballets Rusos, a causa del fallecimiento de Diáguilev, Balanchine transitó por varios proyectos desde coreografías para películas y compañías muy famosas. 
Balanchine conoció a Lincoln Kirstein (1907-1996), que para su proyecto de crear un "ballet estadounidense" invitó Balanchine a emigrar a Estados Unidos, llegando a Nueva York en octubre de 1933. Aunque el propósito inicial de su viaje a Estados Unidos era establecer una compañía de ballet en ese país, "con bailarines estadounidenses y que no dependiera del repertorio europeo", Balanchine modificó los planes originales creando primero una escuela: la School of American Ballet (SAB), la cual inició sus actividades el 2 de enero de 1934. Cabe acotar que parte esencial del éxito del New York City Ballet (NYCB) fue el entrenamiento de sus propios bailarines, depurando poco a poco el llamado estilo estadounidense de ballet. Balanchine mismo afirmó en alguna ocasión que la estructura básica del bailarín estadounidense fue responsable de inspirarle algunas de las llamativas líneas de sus composiciones.
La primera coreografía que Balanchine creó en el Nuevo Mundo es Serenata (1934) con música de Piotr Chaikovski con estudiantes de la SAB. Considerado un "ballet abstracto", Serenata es descrita como una "trama musical y coreografía" sin intención narrativa, que, sin embargo, sugiere "diversas emociones y situaciones humanas". 
Una de las peculiaridades de esta coreografía es que una de las estudiantes llega tarde al ensayo y corriendo se acomoda en su posición, esto le causó curiosidad a Balanchine y lo hace parte de la coreografía estéticamente, también una de las estudiantes se cayó haciendo una pirueta uniéndolo a la pieza.
Esta compañía fue muy importante para dar a conocer a Balanchine y su trabajo coreográfico a todo Estados Unidos, ya que la agrupación viajaba a lo largo de nueve meses al año por todo el país.
El siguiente intento de Balanchine y Kirstein por crear una compañía de ballet llevó por nombre Ballet Society (1946). Para esta pequeña compañía de público restringido Balanchine estrenó Los cuatro temperamentos (1946) y Orfeo (1948) entre algunas otras obras. Morton Baum, presidente del Comité Ejecutivo del New York City Center of Music and Drama invita a la Ballet Society a ser su compañía de ballet residente, deviniendo así en el actual New York City Ballet. A partir de 1964, el NYCB tiene por sede el New York State Theatre en el Lincoln Center, el cual fue construido de acuerdo con varias de las sugerencias hechas por Balanchine. Hasta su muerte, George Balanchine llevó el título de maestro de ballet del NYCB. 
Falleció en 1983 de la Enfermedad de Creutzfeldt-Jakob, y se lo considera la primera víctima famosa de este mal. Se encuentra sepultado en el cementerio de Oakland en Sag Harbor, Condado de Suffolk (Nueva York).
Estuvo casado con Tamara Geva o Zheva, nacida Tamara Zheverzhéieva (1921-1926), Vera Zorina (1938-1946), Maria Tallchief (1946-1952) y Tanaquil LeClerq (1952-1969).

## Estilo Balanchiano
Sus enseñanzas han marcado generaciones al haber establecido una nueva cultura de baile Ruso-Americano siendo así un estilo neoclásico del Ballet Clásico. Parte de sus secretos como coreógrafo es que «Lo importante en el ballet es el movimiento en sí mismo. Un ballet puede contener una historia, pero el espectáculo visual es el elemento esencial. El coreógrafo y el bailarín deben recordar que ellos llegan a la audiencia a través de la mirada. Es la ilusión creada aquello con lo cual convencen al público, muy similar al trabajo de un mago.» (George Balanchine) 
Las coreografías de Balanchine no eran dependientes de las habilidades de las bailarinas, la trama o los conjuntos, sino la danza. El drama incluía baile y movimientos que se relacionaban únicamente con la música siendo el movimiento del cuerpo creador de la emoción artística. Otorgó gran importancia al equilibrio, control, precisión y facilidad del movimiento. Rechazó el tradicional estilo del ballet romántico, así como el estilo más acrobático del ballet teatral, en favor de un estilo que fue despojado de sus elementos esenciales: el movimiento y la música.  
A lo largo de su trayectoria artística, Georges Balanchine se enriquece de innumerables países y sus respectivas escuelas, ya que su vida como artista ha sido muy activa, pero son tres, las que podríamos denominar como ''corrientes'' que ayudan a que inconscientemente se cree su estilo propio, una marca de agua que hace que al ver pocos segundos de sus coreografías, sepas que es él quien está detrás de ello. Como primera corriente, basada en un orden cronológico, se remonta a sus orígenes en Rusia (estilo de los Ballet Imperiales Rusos). Continúa con el music hall, jazz.. en su llegada a EE. UU.. Y, como tercera y última corriente, su paso por Francia, al París decimonónico más romántico.  
Desde sus inicios, Balanchine es formado en un Ballet Ruso Imperial, un ballet donde la danza tenía un peso bastante importante en comparación con las épocas posteriores donde seguirá su paso y desarrollo como artista. Con esta etapa hablamos de delicadeza, pureza y perfección. Un ballet clásico puro, que sigue un orden tradicional, es decir, paso a dos, variaciones y coda. El clasicismo de Balanchine estaba marcado por una técnica muy complicada en la ejecución, especialmente en las bailarinas, utilizando tutús de plato para la exposición completa de las piernas de la bailarina, demostrando así su fluidez y delicadeza. Balanchine demuestra con las parejas solistas el control que posee sobre sus bailarines y la especial atención que ambos poseen en los detalles de la ejecución. Cada posición, cada movimiento, desde el simple caminar del principio hasta los más complicados movimientos de la pareja, están medidos y son un trabajo de gran complicación. Un claro ejemplo sería Diamantes, del ballet Joyas. Citando su primera obra al llegar a Estados Unidos, llamada Serenade con música de Chaikovski. Este ballet fue creado con un fin pedagógico además de ser un homenaje a los profesores que le habían servido como fuente de inspiración: Petipá, Ivánov y Fokine. Ya en sus inicios como coreógrafo destaca por crear en su mayoría ballets 'sin argumento'. Con un sentido, una trama y una inspiración entendible, pero sin desarrollar una historia concreta.
Al llegar a EE. UU. quedó encandilado con el estilo de vida de los americanos: el alboroto, las prisas, la masividad de gente y los rascacielos. Por ello la rapidez de sus pasos, y posiciones muy alargadas. Pero hubo otro factor, que repercutió en lo que podemos denominar estilo balanchiniano, su escuela. El nivel adquisitivo de la gente no era precisamente del todo alto, solo eran unos pocos los que tenían el acceso a recibir estas clases de ballet ya que eran algo caras. Esto trae como consecuencia que no contase con un elenco de bailarines llenos de condiciones, por lo tanto tenía que adaptar las posiciones y los pasos para que quedase algo más estético (arabesques con la cadera abierta, pasos en dedans, caminatas con talones, brazos cruzados al girar, manos en flex, etc). Y, finalmente, su paso por Broadway. Según Balanchine, no había barreras para el ballet y la danza, también podía ser un entretenimiento que estuviese a la altura del musical. Trabajó con numerosos musicales, tanto cine como teatro musical, esto le aportó una soltura en los pasos. Introduciendo así saltos y pasos juguetones, trote, posiciones más acrobáticas, lanzamiento de piernas, y entrepasos al estilo musical, tour chaine con mirada al frente, la preparación de los giros con ambas piernas estiradas en una 4.ª posición, entre otros.
Finalmente, París, y en concreto la fluida y flotante coreografía de la época Romántica con la grandeza y majestuosidad del trabajo coreográfico francés, conocido como Dance d'ecole. Un periodo corto pero no deja de ser un punto inspiracional que ayuda a consolidar ese estilo balanchiniano que se estaba consolidando. En estas corrientes sus coreografías incluían valses, adagios y polonesas, propios de un ballet romántico. Destacando así también figuras simétricas junto a ritmos regulares y brazos etéreos.
En el ballet Jewels (Joyas), podemos ver un claro ejemplo de estas tres corrientes sintetizadas en un solo ballet. Cada joya hace referencia a una corriente. Esmeralda a Francia, Rubíes a EE. UU., y Diamantes a Ballets Imperiales Rusos.
Su conocimiento musical le permitió que, antes de empezar una coreografía, Balanchine analizara la partitura que había escogido a la manera de un director de orquesta. En algún momento de su estudio de la música, "él decidía qué cualidad de la danza es la que mejor se acomodaba a ella -qué 'paleta de movimientos', como él lo llamaba-, el tamaño del cuerpo de baile que usaría y determinaba quiénes serían los solistas.
La danza se presenta como directa emanación de la partitura musical, entendida, a su vez, "como realización sonora de líneas, ritmos y relaciones puras, de las que la coreografía es, pues, la realización plástica".
El perfecto estilo balanchiniano aprovecha a fondo las indicaciones de la música: naturalmente, a cada movimiento corresponde una estructura particular, vivaz en el allegro vivo inicial, dulcemente lenta en el adagio, de nuevo brillante en el allegro vivace, y luego a nivel de virtuosismo en el último allegro, que concluye en un tutti arrollador, un tableau conclusivo de extraordinario efecto.

## Balanchine Body

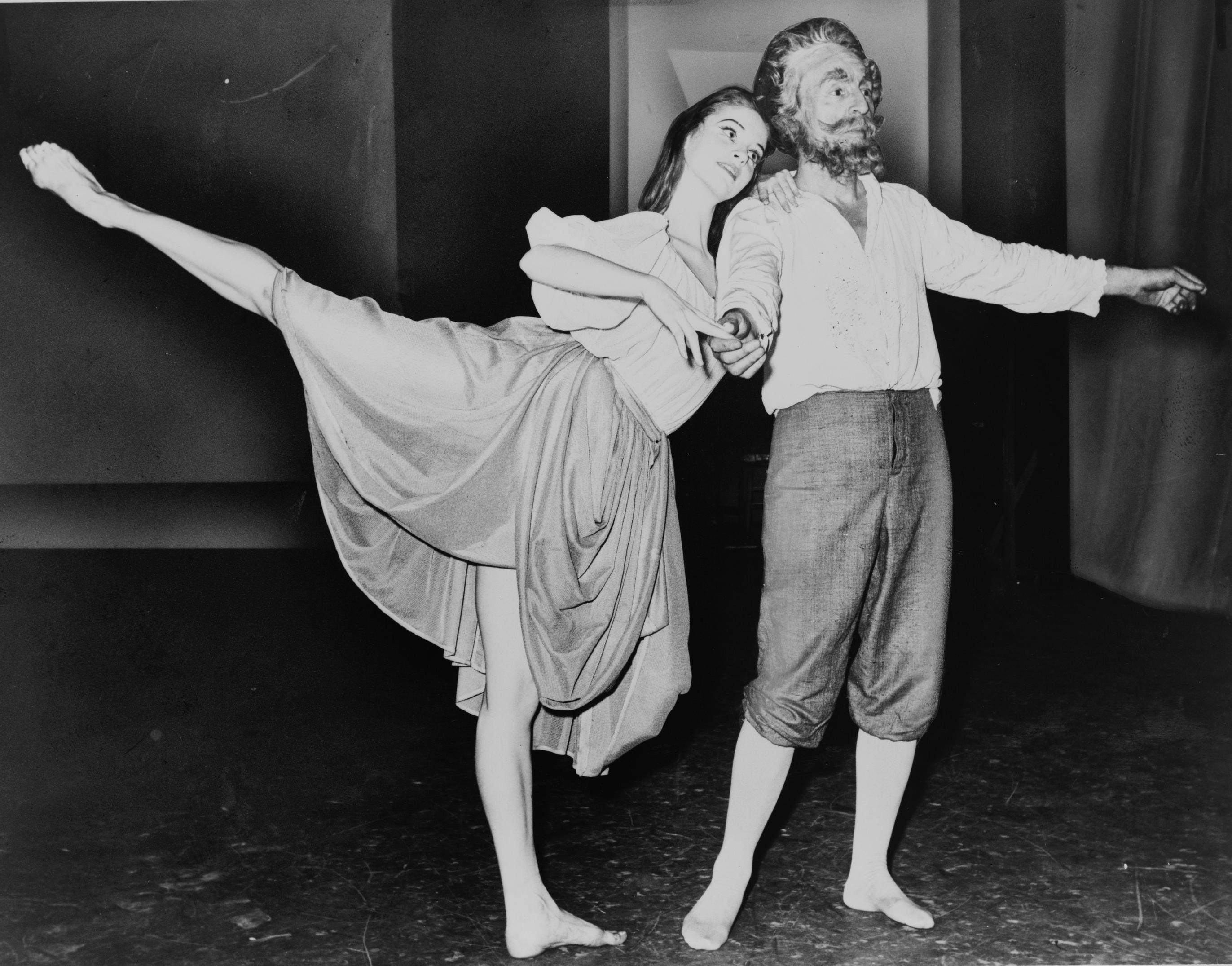
Suzane Barrel y George Balanchine bailando un segmento de "Don Quijote" en el New York Theatre.

¿Que es una bailarina Balanchine? ¿Existe incluso un bailarín Balanchine?
George Balanchine describía a sus bailarines como cuerpos bien entrenados, bonitos, con inteligencia, musicalidad, y una técnica excepcional. Afirmando así, que en el resto de artes se planteaba lo mismo, es decir, "Necesitas un buen violín, con buena entonación, para tocar un concierto de Brahms". No obstante, no hacía referencia únicamente a los bailarines como único elemento necesario con físico perfecto para que su danza fuera brillante. Necesitaba un buen maestro, "un leonador".
Pero como consecuencia de esta esplendorosa brillantez, George Balanchine era muy riguroso y estricto con este físico. Tenía unas características muy concretas: arcos y empeines altos, piernas hiper extendidas largas y finas, torso corto, caderas estrechas, cuello largo, cabeza pequeña, escaso pecho, flexibilidad y en dehors, y un promedio de 1'63 m de altura / 43 kg de peso (máx) en las mujeres. El problema no reside únicamente aquí, sino en los sucesores del coreógrafo, que posteriormente aceptarán con gran naturalidad y énfasis este tipo de figura en cualquier aspirante a bailarina. Por todo ello, George Balanchine recibió el nombre de "Balanchine Body" para hacer referencia al tipo de bailarines que perseguía.
Pero todo esto para él tenía un argumento y un razonamiento que se dividía en dos partes: uno visual y el otro sensorial. Por un lado, todos los ejecutantes deben cumplir todas esas características sin excepción para que sus cuerpos se ocupen de ejecutar los movimientos de manera muy similar. Los cuerpos largos y magros permitirán atenuar las líneas de los bailarines desde los pies hasta los brazos y la delgadez de estas extremidades permitiría que las líneas no fueran interrumpidas por ninguna curva, solo ángulos y líneas rectas, para acometer las posturas más gráciles y dramáticas. Según Balanchine, una bailarina gruesa nunca podrá lograr esta estilizada línea. Y, por otro lado, debían parecer gráciles, que no pareciera que tocaran el piso, sino que volasen de forma natural. La técnica Balanchine requería un constante movimiento y un ritmo enérgico y para ello necesitaban pesar poquísimo.
Muchas de las bailarinas confirman que este estereotipo creado por el propio coreógrafo se fue de las manos. La única herramienta que poseían para acceder a tales características era dejando de comer, un modelo extremo de cuerpo imposible de seguir en forma natural, únicamente con vómitos y desórdenes alimenticios. Su pensamiento no se basaba en la técnica sino en la estética. No importaba tanto cómo bailes, era una competencia de quien era la más delgada.
Muchas de sus bailarinas declaran haber sido estrictamente exigidas e incitadas a este ''natural'' estilo de vida.
Gelsey Kirkland relata en su libro Dancing on My Grave (Bailando sobre mi tumba) cómo el coreógrafo detuvo una clase y se aproximó a ella para una inspección física: "con los nudillos golpeó mi esternón y mi caja torácica, y chasqueando la lengua remarcó: deben verse los huesos"  (no superaba los 43 kg). Como consecuencia, Gelsey, acabó siendo adicta a la cocaína y a las metanfetaminas además de la anorexia.
Mia Wasikowska declara haber renunciado a su carrera como bailarina a la temprana edad e 14 años por la presión que le conllevaba su físico. Declara en The Guardian como pasaban 35 horas mirándose al espejo: "empiezas a fijarte en aspectos que con una perspectiva adecuada no son tan importantes, como la curva de tu tobillo o el grosor de tu muñeca, cosas risículas, pero serias cuando eres bailarina"
Enamorado de sus musas y de la forma de bailar de la mujer, a la que siempre presentaba bellamente sobre el escenario, George Balanchine se casó sucesivas veces, todas con bailarinas principales de su compañía, con las que creó la mayor parte de sus obras maestras. Tamara Geva, Vera Zorina, Maria Tallchief, Tanaquil Le Clercq y Suzanne Farrell. Balanchine mostró su camino cuando dijo “la danza es mujer”, y todos los roles que consecuentemente creaba, fueron hechos para las bailarinas, sus musas eternas.

## George Balanchine y su paso por el cine
George Balanchine pese a su paso por el teatro musical, también se involucró en el cine en Hollywood creando coreografías para películas en las cuales utilizaba algunos de sus bailarines. Esto fue gracias a Samuel Goldwyn, quien lo invitó a Hollywood para trabajar en una película.
Trabajaba para Hollywood creando coreografías para películas, y a su vez en Broadway en espectáculos de donde obtenía dinero suficiente para sus creaciones artísticas. Esto le permitió aprender e introducir en su coreografías variaciones muy interesantes, como el trabajo de piernas y caderas, así como la rapidez y energía de los movimientos. La facilidad para introducirse en este mundo se debe a su gran formación musical, que le ayudó a conocer y utilizar piezas de compositores tan diversos como Chaikovski, Hindemith, Ives, Gluck, Verdi, Bach...
Durante sus inicios con el mundo del cine Balanchine se impregna de la actriz - bailarina y la que fue una de sus musas, Vera Zorina.
Balanchine trabajó en varias películas, entre ellas:
- "On your toes". 1939
Vera solamente tenía 19 años cuando protagonizó dicha película, en la cual trabajo con Balanchine, que terminaría siendo su marido durante unos años.
Esta película es una adaptación, siendo una película sin canto, solamente se utilizan algunas canciones de la partitura de Broadway como música de fondo.
Sin embargo, Balanchine se luce con el último baile "Slanghter on Tenth a Venue".
-" I was an Adventuress". 1940
Una bailarina (Vera Zorina) renuncia a sus compañeros de juego para casarse con un parisino rico (Richard Greene) que la toma por condesa.
Esta película contiene la secuencia de ballet de doce minutos de El lago de los cisnes que fue la escena de ballet más larga, a mano de Balanchine.
No obstante, Balanchine participó en numerosas producciones cinematográficas como programas de televisión. Todo esto siendo el coreógrafo de dichos bailes.
- "A mindsummer night's dream". 1967
Una versión de ballet (usando la música de Felix Mendelssohn) de la obra de Shakespeare, presentando el New York City Ballet.
La historia se cuenta a través de la actuación, sin partes habladas. Donde Balanchine es el director.
Puede que sea una de las mejores películas de baile que se hayan hecho. Pero esto dice notablemente poco. La película se supone, en principio, como un tipo de grabación del ballet de Balanchine, y aunque se ha filmado en un estudio y se han rediseñado los escenarios, ha habido relativamente pocos cambios en la coreografía, y en gran medida representa las intenciones de Balanchine en el ballet.

## Otras producciones[5]
Live from Lincoln Center (TV Series) (choreographer - 3 episodes) 
2011 Jewels (TV Movie) (choreographer) 
2007 Sogno di una notte di mezza estate (Video) (choreographer) 
2006 Ballerina (TV Movie documentary) (choreographer - Diamonds segment, Rubies segment) / (choreographer - Diamonds segment) 
2001 Tout près des étoiles: Les danseurs de l'Opéra de Paris (Documentary) (choreographer: ballet "Apollon Musagète") 
2000 George Balanchine's Jewels (TV Movie) (choreographer) 
2000 Great Performances (TV Series) (choreographer - 1 episode) 
1999 A Midsummer Night's Dream (TV Movie) (choreographer) 
1984 American Ballet Theatre at the Met (TV Special) (choreographer: "Sylvia") 
1983 He Makes Me Feel Like Dancin' (Documentary) (choreographer) 
1979 Baryshnikov at the White House (TV Movie) (choreographer: "Harlequinade") 
1977 Great Performances: Dance in America (TV Series) (choreographer - 2 episodes)
1975 McCloud (TV Series) (choreographer - 1 episode) 
1974 The CBS Festival of Lively Arts for Young People (TV Series) (choreographer - 1 episode) 
1959-1968 The Bell Telephone Hour (TV Series) (choreographer - 5 episodes) 
Man Who Dances: Edward Villella (1968) ... (choreographer)
1967 A Midsummer Night's Dream (choreographer) 
1962 The Flood (TV Movie) (choreographer) 
1962 Festival (TV Series) (choreography - 1 episode) 
1961 Omnibus (TV Series) (choreographer - 1 episode) 
A Midwinter Night's Dream (1961) ... (choreographer)
1958 Playhouse 90 (TV Series) (choreographer - 1 episode) 
The Nutcracker (1958) ... (choreographer)
1957 The Seven Lively Arts (TV Series) (choreographer - 1 episode) 
1956 NBC Television Opera Theatre (TV Series) (staged by - 1 episode) 
1951 La valse (Documentary short) (choreographer) 

## Estudiantes notables
Durante décadas, Balanchine compartió sus ideas artísticas con varios de sus alumnos entre ellos:
- Francisco Moncion[6][7]
- Nicholas Magallanes[8][9][10]